# Jerry Kramer
Pour les articles homonymes, voir Kramer.
Pro Football Hall of Fame 2018
(en) Statistiques sur pro-football-reference
Jerry Kramer, né le 23 janvier 1936 à Jordan dans le Montana, est un joueur américain de football américain ayant évolué comme offensive guard pour les Packers de Green Bay entre 1958 et 1968. Sélectionné au 39e rang de la draft 1958 de la NFL par les Packers, il se positionne à droite de la ligne offensive des Packers. Il remporte cinq titres NFL avec la franchise et les deux premiers Super Bowls de l'histoire avec les Packers. L'un des meilleurs joueurs de l'histoire à son poste, Kramer est sélectionné dans l'équipe de l'anniversaire des 50 ans de la NFL. Après onze saisons dans la NFL, il prend sa retraite après la saison 1968.